# Lierosaari och Honkasalo
Lierosaari och Honkasalo är en ö i Finland. Den ligger i Härkäjärvi och i kommunen Sankt Michel i den ekonomiska regionen  S:t Michel och landskapet Södra Savolax, i den södra delen av landet, 240 km norr om huvudstaden Helsingfors. Öns area är 1,42 kvadratkilometer och dess största längd är 2 kilometer i nord-sydlig riktning.